# K.D. Dávila
K.D. Dávila (* 20. Jahrhundert) ist eine mexikanisch-amerikanische Drehbuchautorin und Regisseurin.
Dávila studierte an der Princeton University, wo sie in das Princeton’s Creative Writing Program aufgenommen wurde. Ihren Bachelorabschluss machte sie im Bereich der Near Eastern Studies, gefolgt vom Master im Fach Writing for Screen and Television an der USC School of Cinematic Arts. Von 2015 bis 2016 war sie Universal Pictures Emerging Writers Fellow.
Dávila verfasste das Drehbuch zum Kurzfilm Emergency, der beim Sundance Film Festival 2017 mit dem Special Jury Award und beim South by Southwest Filmfestival und beim Seattle International Film Festival als bester Kurzfilm ausgezeichnet wurde. Ihr Drehbuch wurde 2020 in der Blacklist der besten unverfilmten Ideen Hollywoods aufgeführt. Es diente schließlich als Vorlage für den Langfilm Emergency, der 2022 veröffentlicht wurde. Hierfür erhielt sie die Auszeichnung mit den Waldo Salt Screenwriting Award auf dem Sundance Film Festival 2022.
2020 gab Dávila ihr Regiedebüt mit dem Kurzfilm Please Hold. Für diesen war sie bei der Oscarverleihung 2022 für den Besten Kurzfilm nominiert. Beim Palm Springs International ShortFest erhielt sie den Special Jury Award.
Dávila war an der Entwicklung der Serie Motherland: Fort Salem (2021) beteiligt, ferner verfasste sie Drehbücher für die Serie Salvation (2018).